# Девід Леммі
Девід Ліндон Леммі (19 липня 1972 , Whittington Hospitald ) — британський юрист та політик-лейборист, який з 2024 року обіймає посаду міністра закордонних справ. Член парламенту від Тоттенгема з 2000 року.
Леммі був міністром при Тоні Блері та Ґордоні Брауні, востаннє, до повернення лейбористів до влади, державним міністром у справах вищої освіти в уряді Брауна. З 2020 по 2021 рік обіймав посаду тіньового міністра юстиції, а з листопада 2021 року — тіньового міністра закордонних справ, Співдружності та розвитку в тіньовому кабінеті міністрів Кіра Стармера.

## Біографія
Народився 19 липня 1972 року, один із п'ятьох дітей у сім'ї іммігрантів із Гаяни. Закінчив Школу сходознавства та африканістики Лондонського університету, 1994 року прийнятий до колегії адвокатів Англії та Уельсу. У 1997 році став першим чорношкірим британцем, який здобув ступінь магістра права в Гарвардській школі права.
У 2000 році обраний до Лондонської асамблеї.
22 червня 2000 року переміг на додаткових виборах у лондонському окрузі Тоттенгем, організованих після смерті депутата Палати громад від Лейбористської партії Берні Гранта. Леммі отримав 53,25 % голосів, але явка склала лише 25,4 %.
На парламентських виборах 2005 року Леммі був знову переобраний, зі зменшеною часткою голосів у 57,9% і зменшеною більшістю у 13 034 особи. Після виборів Блер призначив Леммі міністром культури в Департаменті культури, медіа та спорту.
У червні 2007 року новий прем'єр-міністр Гордон Браун понизив Леммі до рангу парламентського заступника державного секретаря в Департаменті інновацій, університетів та навичок. У жовтні 2008 року Браун підвищив його до посади державного міністра і призначив членом Таємної ради. У червні 2009 року Браун призначив Леммі міністром вищої освіти в новому Департаменті бізнесу, інновацій та навичок, очоливши команду міністрів, оскільки лорд Мандельсон був державним секретарем.
У травні-жовтні 2010 року — молодший міністр університетів і науки в тіньовому кабінеті Гаррієт Гарман.
Внаслідок відставки Брауна після поразки лейбористів на парламентських виборах 2010 року новим лідером партії був обраний Ед Мілібенд (при цьому Леммі підтримував кандидатуру його брата Девіда), а з 4 до 7 жовтня 2010 року відбулися вибори нового тіньового уряду, за підсумками яких Леммі набрав лише 80 голосів парламентаріїв і не зміг посісти одне з перших 19 місць, що давали право на посаду тіньового міністра. Від запропонованої Мілібендом посади тіньового молодшого міністра Леммі відмовився.
4 квітня 2020 року в першому турі прямих виборів лідера лейбористів переміг Кір Стармер, якого Леммі й підтримував під час виборів. 5 квітня він сформував свій тіньовий уряд, у якому Леммі був призначений тіньовим міністром юстиції.
29 листопада 2021 року Стармер здійснив кілька кадрових перестановок у тіньовому уряді, серед інших заходів підвищивши на посаді Девіда Леммі — він став тіньовим міністром закордонних справ.